# Adolf de Meyer
O Barão Adolf de Meyer (Paris, 1 de setembro de 1868 – Los Angeles, 6 de janeiro de 1946) foi um fotógrafo francês conhecido por seus retratos de celebridades do começo do século XX. É célebre por seu estilo, considerado hoje, bem como em sua época, como elegante, tendo sido o primeiro fotógrafo da Vogue norte-americana, em 1913, e inspirado a fotografia de moda subsequente.
Fotografou, entre outros, as atrizes Mary Pickford, Billie Burke, Lillian Gish, o ator John Barrymore a socialite Rita Lydig, a marquesa Luisa Casati, as dançarinas Irene Castle e Ruth St. Denis, o rei Jorge V do Reino Unido e a rainha Maria de Teck.

## Biografia

### Juventude
Nascido em Paris, na França, Dresden nasceu em 1 de setembro de 1868 (registrado em 3 de setembro) e foi educado na cidade alemã de Dresden. Era o filho de Adolphus Louis Meyer, um banqueiro judeu alemão, e de Adele Meyer uma escocesa, cujo nome de solteira era Adele Watson.
Há poucas informações sobre sua juventude, o que em parte é resultado de sua tentativa em vida de mitificar seu nascimento. Assinou de diversas formas seu nome em vida, como Meyer von Meyer de Meyer, Meyer e Meyer-Watson-Watson. Passou a ser conhecido em 1897 como Barão Adolf de Meyer Edward Sigismund, apesar de citações contemporâneas identificá-lo também como Barão Adolf von Meyer e Barão Adolf de Meyer-Watson.
Em 1893 juntou-se à Royal Photographic Society. Começou a expôr sua obra em 1894 em Nova Iorque, Londres e Paris, e em 1896 mudou-se de Londres para Desdren.
As edições do Whitaker’s Peerage, livro de ordens nobres britânicas, de 1898 a 1913 documentam que o título de Meyer foi dado em 1897 por Frederico Augusto III da Saxônia, o último rei da Saxônia. Apesar disso, outras fontes afirmam que “o fotógrafo herdou-o de seu avó na década de 1890”. Outras fontes, entretanto, afirmam que nenhuma evidência da concessão de seu título pôde ser encontrada.

### Casamento
Em 25 de julho de 1899, de Meyer casou-se em Londres com Donna Olga Caracciolo, uma nobre italiana que havia então se divorciado recentemente de Nobile Marino Brancaccio; ela era a afilhada do rei Eduardo VII do Reino Unido. O casal possivelmente conheceu-se em 1897 na casa de um membro da família judia Sassoonn, e Olga tornaria-se o foco de muitas fotografias de seu marido.
Com base em escritos autobiográficos e de relatos da época, especialistas afirmam que o casamento de Meyer foi mais um “casamento de conveniência” do que um “casamento por amor”, já que o noivo era homossexual e a noiva bissexual ou lésbica. Antes de casar-se com Caracciolo, Meyer, como relato em seu romance autobiográfico não-publicado, disse para ela sobre “o real significado da ruína amorosa de qualquer tipo de sensualidade”, já que “casamentos feitos com base em muito amor e paixão raramente têm chance de durar, enquanto perfeita compreensão e companheirismo, pelo contrário, geralmente geram a mais durável união”.
Após a morte de sua esposa por volta de 1931, de Meyer envolveu-se amorosamente com Ernest Frohlich, um jovem alemão nascido em cerca de 1914 que foi contratado por ele como chofer e mais tarde adotado como seu filho. Frohlich passou a chamar-se de Barão Ernest Frohlich de Meyer.

### Carreira fotográfica
De 1898 a 1913 de Meyer viveu nos Cadogan Gardens, em Londres. Em 1903, visitou os Estados Unidos e passou seu tempo no estúdio da fotógrafa norte-americana Gertrude Käsabier e, entre 1908 e 1912 sua obra foi publicada no jornal trimestral Camara Work, de Alfred Stieglitz. O fotógrafo Cecil Beaton apelidou-o de “o Debussy da fotografia”.
Em 1912 trabalhou como fotógrafo para a companhia Ballets Russes, em que fotografou o bailarino Vaslav Nijinski. Entre 1900 e 1910, de Meyer realizou uma ou mais viagens ao Japão, acompanhado de sua esposa Olga, onde fez uma série de fotografias, agora preservada no Museu Metropolitano de Arte, em Nova Iorque, em que retrata-se principalmente paisagens e edifícios.
Com a eclosão da Primeira Guerra Mundial, os Meyers, que em 1916 adotaram os novos nomes de Gayne e Mahrah, marido e esposa, respectivamente, sob o conselho de um astrólogo, mudaram-se para a cidade de Nova Iorque. Nos Estados Unidos, de Meyer tornou-se o primeiro fotógrafo fixo da Vogue norte-americana de 1913 a 1921, e também trabalhou para a Vanity Fair.
Em 1922 aceitou a proposta de tornar-se o chefe do departamento de fotografia da edição francesa da Harper's Bazaar em Paris, onde passou seus próximos 16 anos de vida. É considerado o primeiro fotógrafo de revistas de moda, pois antes costumava-se ilustrá-las com desenhos e esboços.
Por volta de 1934, um novo editor com a missão de remodelar a Harper's Bazaar foi contratado, dispensando de Meyer. Às vésperas da Segunda Guerra Mundial, em 1938, os Meyer voltaram aos Estados Unidos, onde a obra de Meyer estava inspirando um movimente incipiente de arte moderna.
Morreu em 1946 em Los Angeles, em decorrência de uma trombose coronariana, sendo registrado como “Gayne Adolphus Demeyer, escritor (aposentado)”. Poucas de suas fotografias sobreviveram aos dias de hoje, tendo grande parte sido destruída durante a Segunda Guerra.

## Galeria

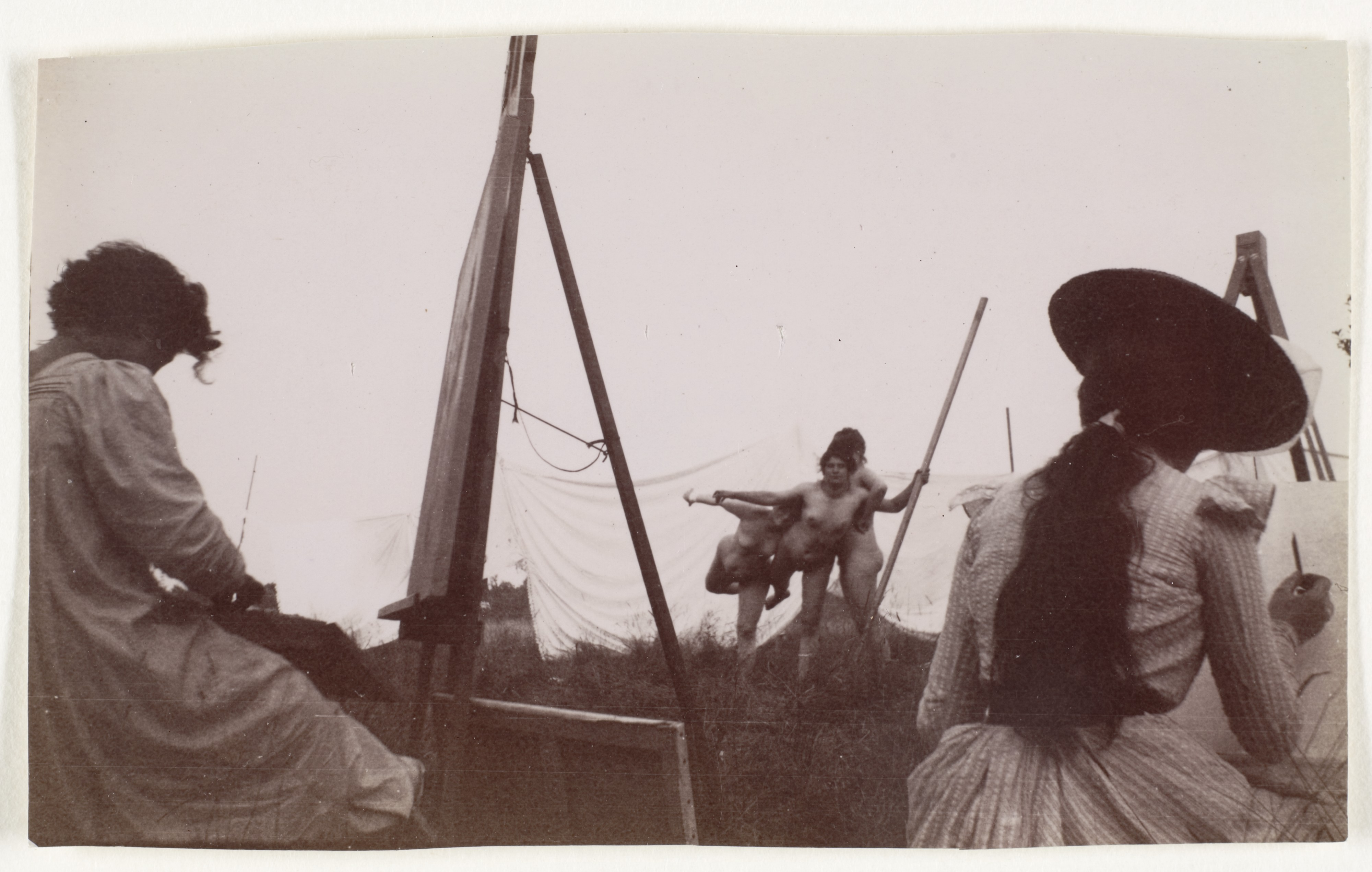
Modelos nuas posando para uma aula de pintura, de 1890
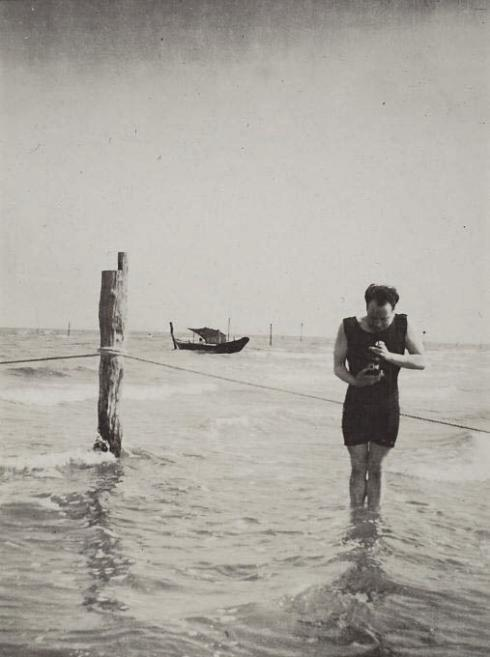
Homem sobre águas com câmera, cerca de 1900
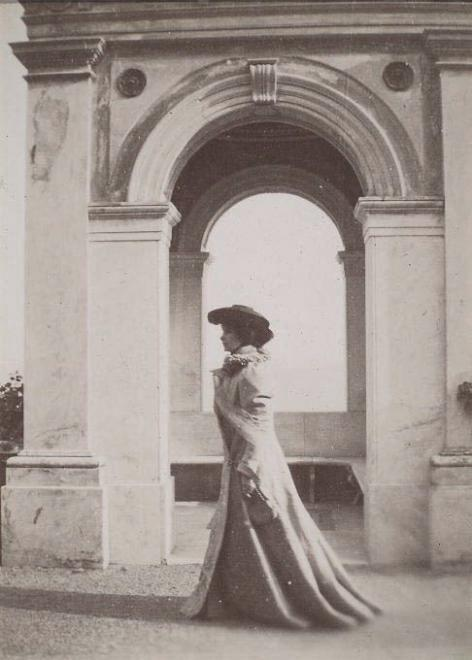
Mulher frente a arco, cerca de 1900
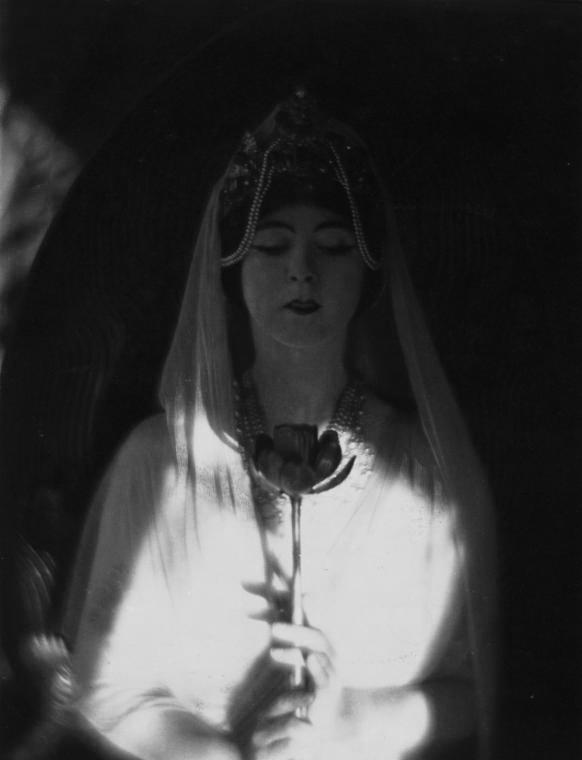
Retrato de data desconhecida
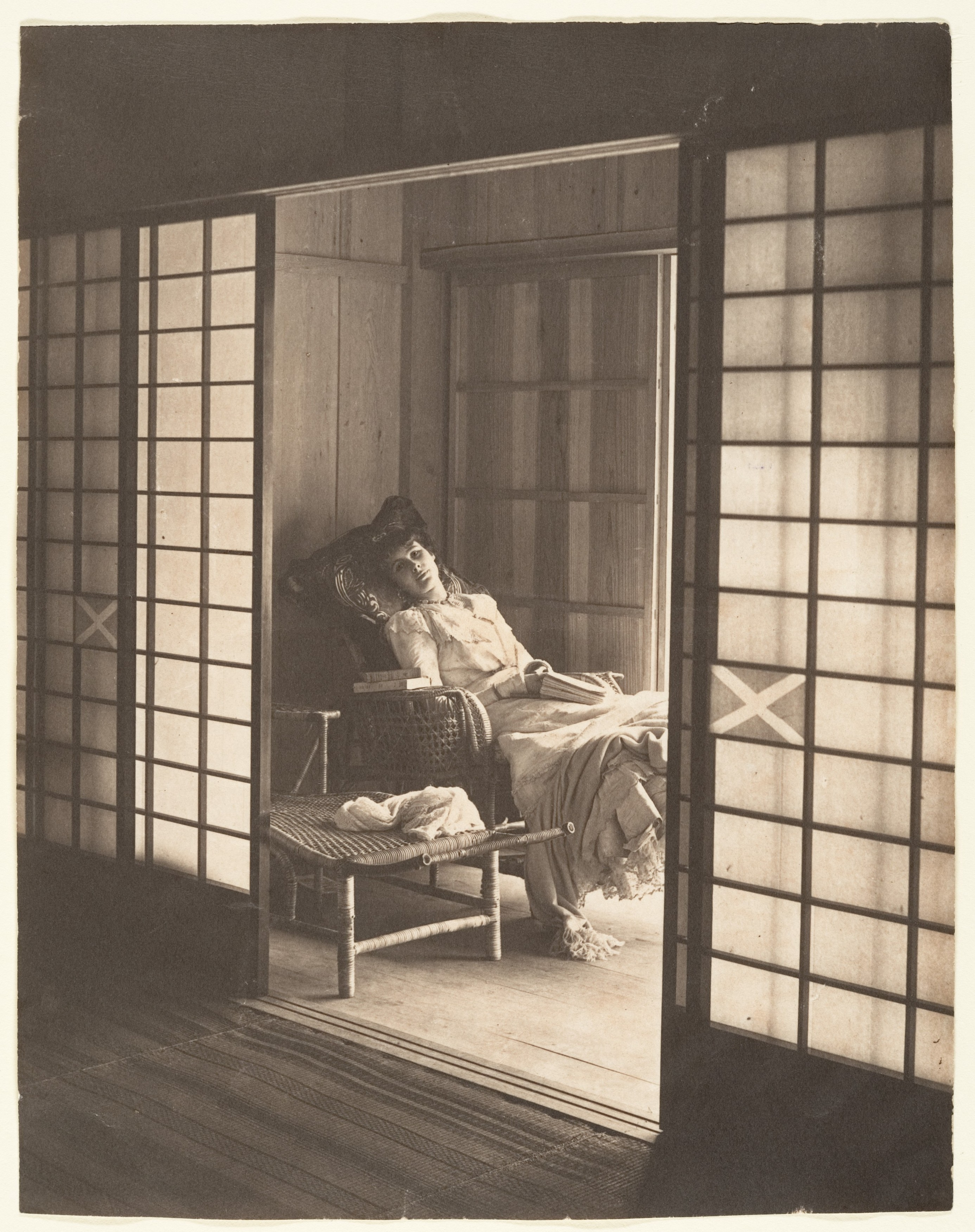
Olga recostada em uma cadeira de vime, cerca de 1900 a 1910
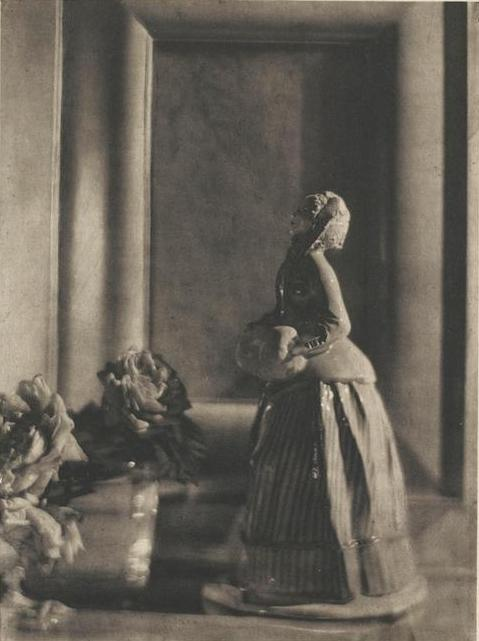
Fotografia publicada na Camera Work, de 1912
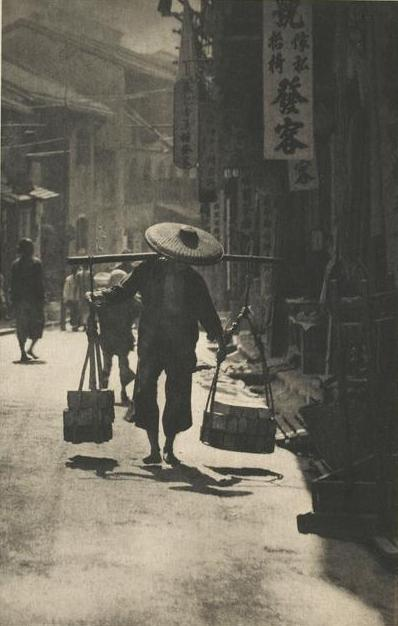
Uma rua na China, de 1912
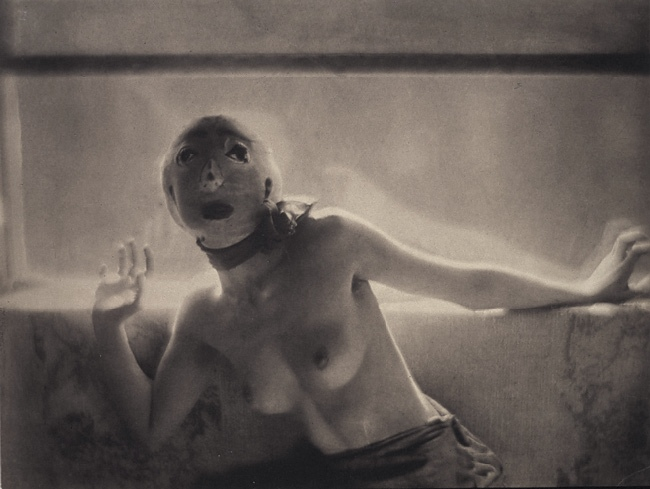
Membro dos Ballets Russos em um figurino misterioso, cerca de 1912
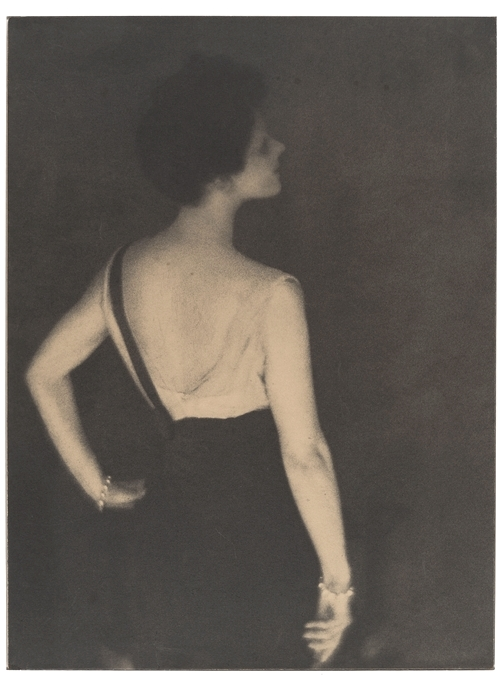
Retrato de Rita de Acosto Lydig, de 1913
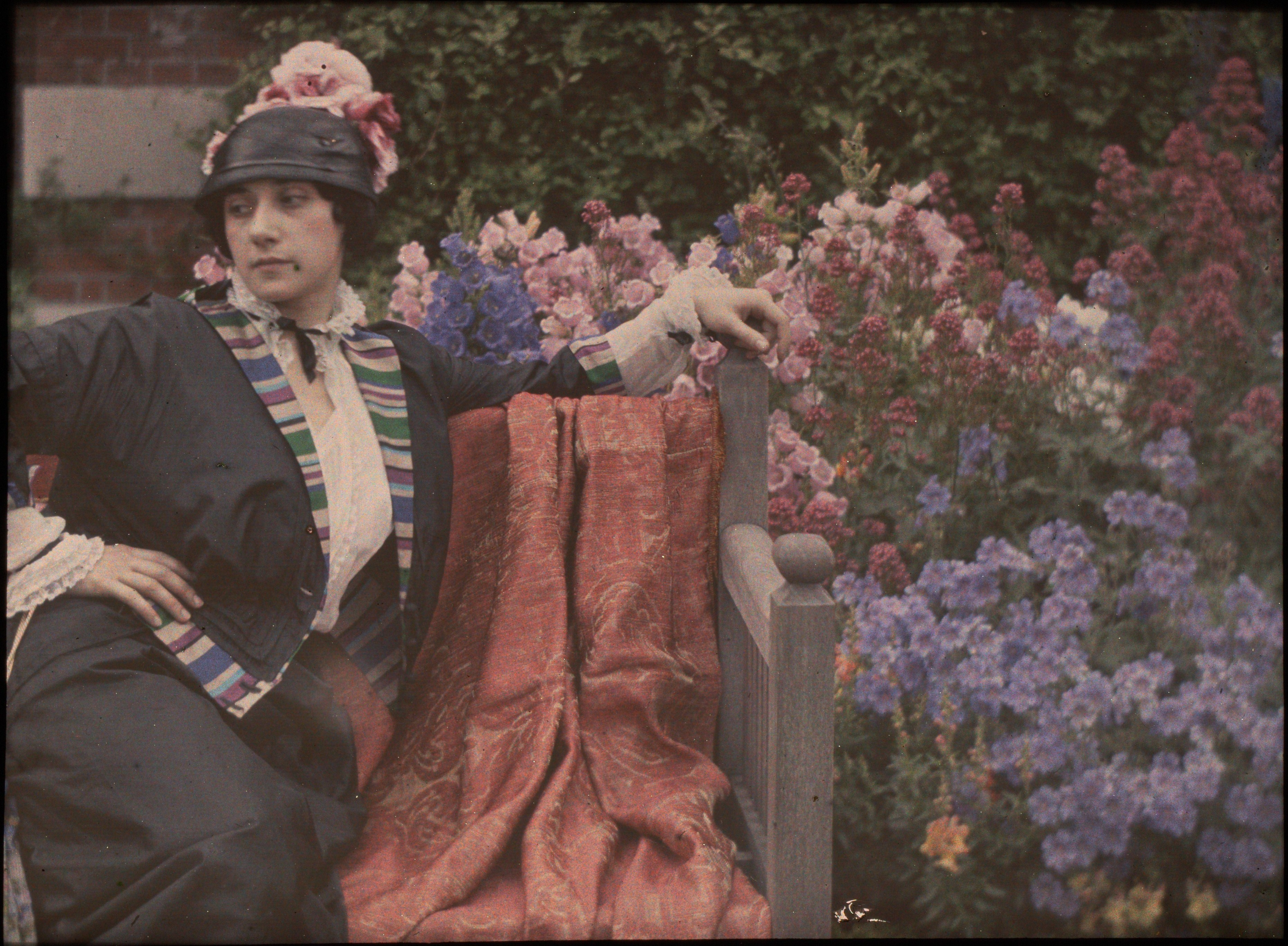
Olga Karasavina em cerca de 1911 a 1914